# Ioannis Zambelios

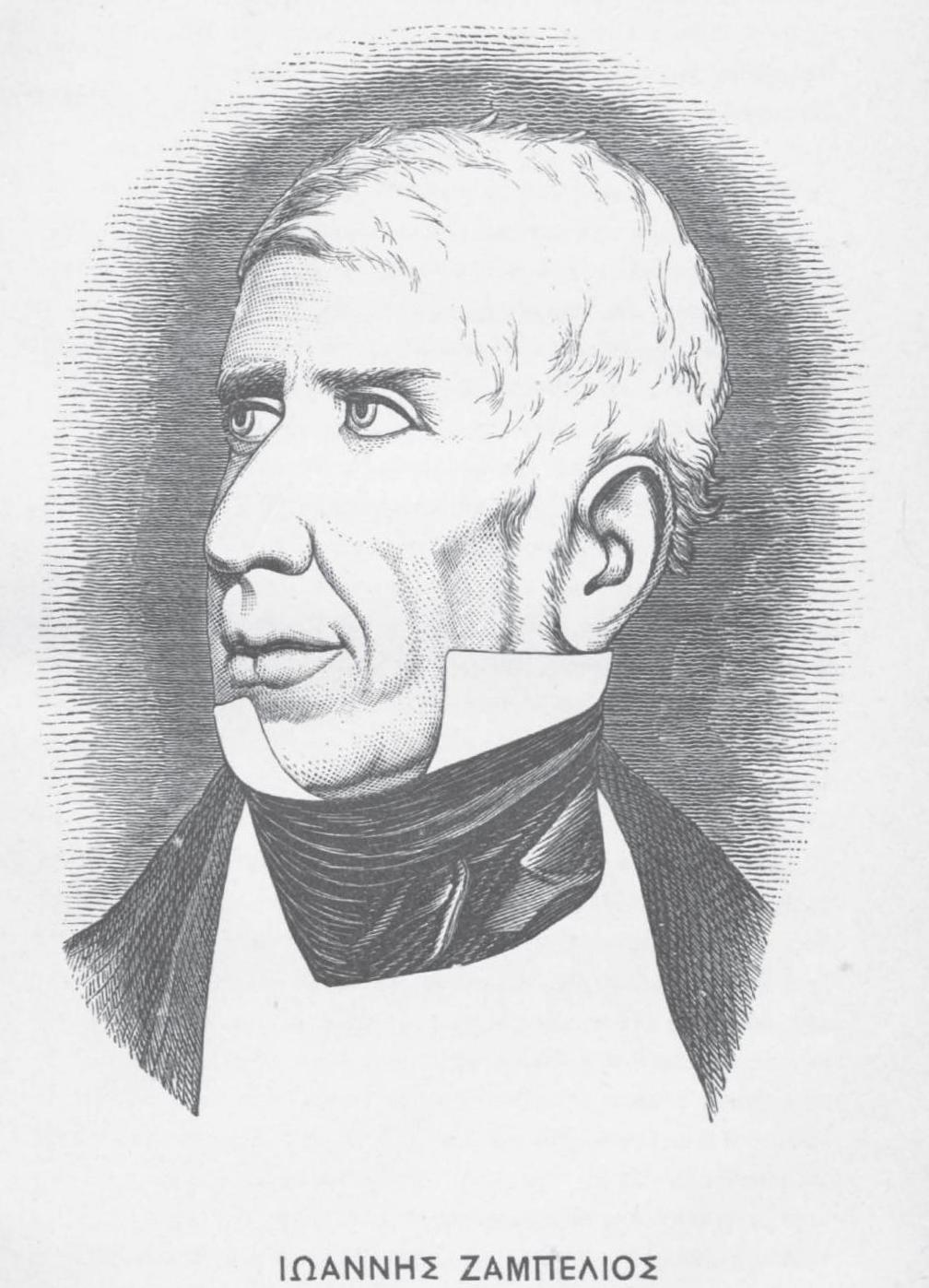
Ioannis Zambelios.

Ioannis Zambelios (grekiska Ιωάννης Ζαμπέλιος), född 1787  på Leukas, död där 1856, var en nygrekisk dramatiker.
Zambelios idkade vid italienska och franska högskolor juridiska och filologiska studier, var sedermera president för det politisk-vetenskapliga samfundet Hetairia ton filon på Korfu och utnämndes till ledamot av överdomstolen där, i vilken egenskap han vann synnerligen högt anseende. Zambelios var en av det nyare Greklands mest inflytelserika patriotiska diktare. Med Alfieri till förebild skrev han ett antal sorgespel med heroiska ämnen ur Greklands äldre och nyare historia, god dramatisk byggnad, kraftig karaktärsteckning och ofta poetiskt vackra scener, bland annat Timoleon (1818), Hàlosis tes Konstantinoupoleos (Konstantinopels erövring) och Regas samt flera över det sista frihetskrigets hjältar. Stilen är varken otadligt ren eller manerfri, och versmåttet, jambisk trimeter skazon ("haltande", med en spondé eller troké i stället för den sista jamben), verkar långsläpigt. Zambelios Tragödiai utgavs samlade i 2 band 1860 och, i förening med hans filologiska och andra skrifter, i 2 band 1856-57.